# Dinodontosaurus
Dinodontosaurus is een geslacht van uitgestorven therapsiden uit het Midden-Trias (234 tot 228 miljoen jaar geleden). Het behoort tot de familie Kannemeyeriidae van de suborde Dicynodonta. Er is één soort bekend, Dinodontosaurus turpior wat 'lelijke verschrikkelijke tand-hagedis' betekent.
Dinodontosaurus was een van de grotere planteneters van zijn tijd en kon twee meter lang worden. In de bovenkaak had Dinodontosaurus twee slagtanden, terwijl de overige tanden waren vervangen door een hoornige bek. Fossielen zijn gevonden in de Formação Santa Maria in de Braziliaanse deelstaat Rio Grande do Sul en in het Ischigualastobekken in de Argentijnse provincie San Juan.

## Soorten
- Dinodontosaurus tener is de meest voorkomende soort dicynodont die in het Midden-Trias voorkwam, en komt vaker voor in de fossiele lagen van die leeftijd in Rio Grande do Sul, in Rota Paleontológica. Ze worden voornamelijk gevonden in de paleontologische vindplaats Chiniquá in São Pedro do Sul en Candelária, waar een groep van tien jongen samen werd gevonden, wat aantoont dat deze dieren strategieën hadden om in een groep samen te leven en voor hun kroost te zorgen. Diodontosaurus pedroanum Tupi-Caldas, 1936 en Dinodontosaurus oliveirai, Romer 1943 zijn synoniemen.

- Dinodontosaurus brevirostris is bekend van overblijfselen gevonden in Argentinië. Chanaria platyceps Cox, 1968 en Dinodontosaurus platygnathus zijn synoniemen.